# Karl Wöll
Karl Wöll (* 21. Dezember 1903 in Groß-Auheim; † 11. April 1972) war ein hessischer Politiker (SPD) und Abgeordneter des Hessischen Landtags.

## Ausbildung und Beruf
Karl Wöll war nach Abschluss der Volksschule und einer kaufmännischen Lehrer als Angestellter tätig. 1928 bis 1933 war er Gewerkschaftssekretär. Nach der Machtergreifung der Nazis verlor er diese Arbeit und war als selbstständiger Kraftfahrer und später wieder als Angestellter tätig. Nach 1945 war er Betriebsrat und seit 1949 Rechtsstellenleiter beim DGB Offenbach am Main.

## Politik
Karl Wöll war Mitglied der SPD. Für diese war er 1947 bis 1949 Stadtbezirksvorsteher in Frankfurt am Main. Zwischen dem 1. Dezember 1950 und dem 30. November 1970 war er 5 Wahlperioden lang Mitglied des Hessischen Landtags.
1954 war er Mitglied der 2. Bundesversammlung.